# Уильямс, Джордж Вашингтон
Джордж Ва́шингтон Уи́льямс, Ви́льямс (англ. George Washington Williams; 1849—1891) — американский баптистский священник, политик, историк, журналист, издатель, правозащитник и юрист; доктор права.

## Биография
Джордж Вашингтон Уильямс родился 16 октября 1849 года в семье двух свободных афроамериканцев, рабочего Томаса и Эллен Роуз Уильямс, в городке Бедфорд в штате Пенсильвания, свободном от рабства после Американской революции. Во время Гражданской войны в США с 14 лет, скрыв свой возраст и имя, сражался за северян, участвуя в боях финальной стадии войны.

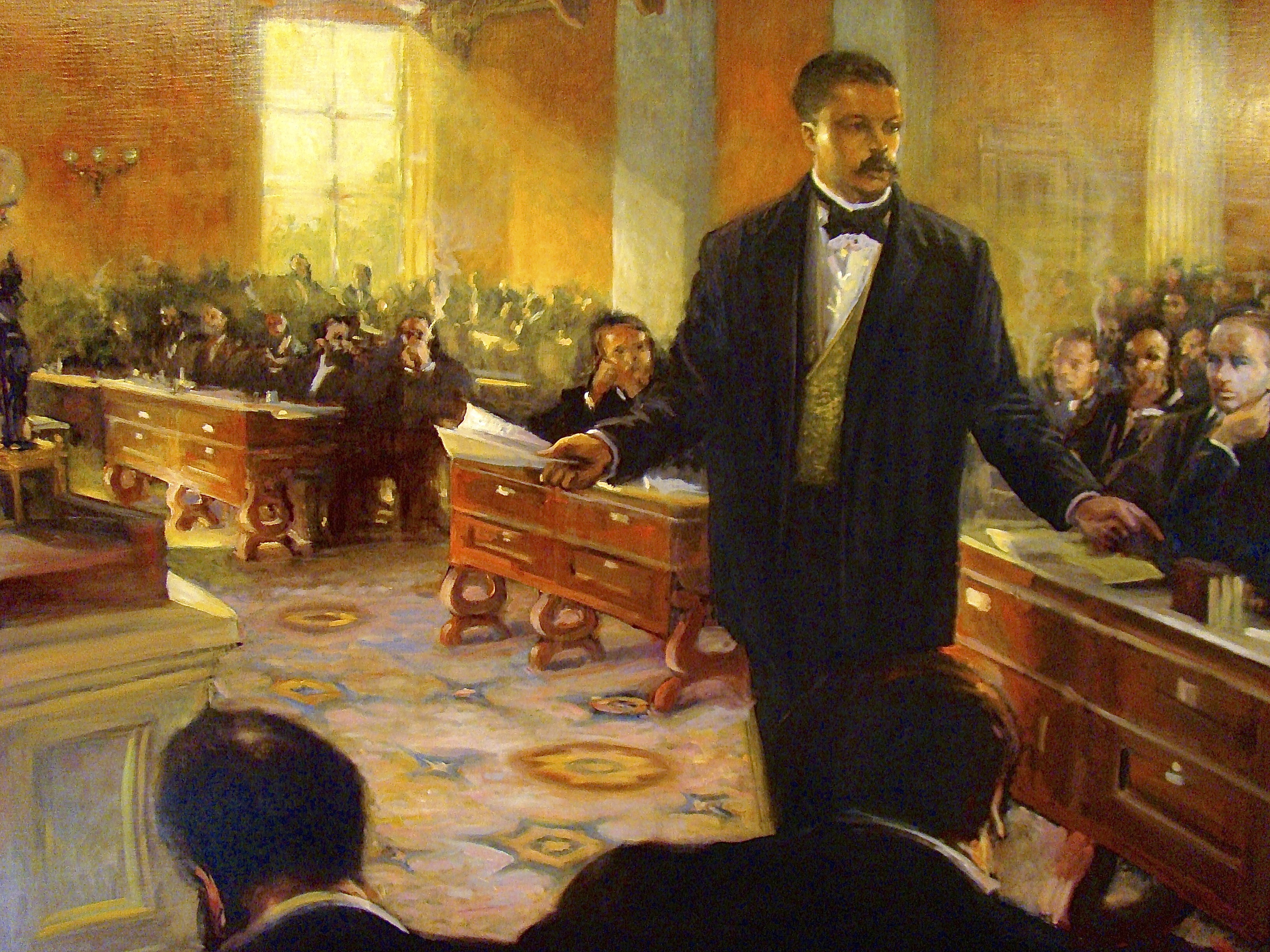
Уильямс обращающийся к Законодательному собранию штата Огайо

По окончании Гражданской войны Уильямс отправился в Мексику, где вступил в республиканскую армию под командованием генерала Эспинозы, сражавшуюся за свержение императора Максимилиана. Получил звание лейтенанта, немного выучил испанский язык и заработал репутацию хорошего стрелка. В США вернулся весной 1867 года. 
В Соединённых Штатах Уильямс продолжил военную карьеру, записавшись на пятилетнюю службу в армию. Приписанный к 10-му пехотному полку, расположенному на Индейской территории, в 1868 году получил ранение в лёгкое. После излечения вернулся в строй в том же году.
После окончания военного контракта Уильямс решил продолжить своё образование, учился сначала в Говардском университете, затем в Теологическом институте Ньютона и стал первым афроамериканцем, окончившим последний. По окончании учёбы в 1874 году был рукоположён в сан баптистского священника, в 1874—1876 годах служил пастором в Двенадцатой баптистской церкви в Бостоне, после чего — в Вашингтоне и Цинциннати.
В 1873 году в Чикаго Джордж Вашингтон Уильямс познакомился с Сарой А. Стерретт, на которой женился весной 1874 года; в этом браке у них родился сын.
Джордж Вашингтон Уильямс стал первым афроамериканцем, избранным в Законодательное собрание штата Огайо, где прослужил один срок с 1880 по 1881 год, после чего обратился к юридической практике. 

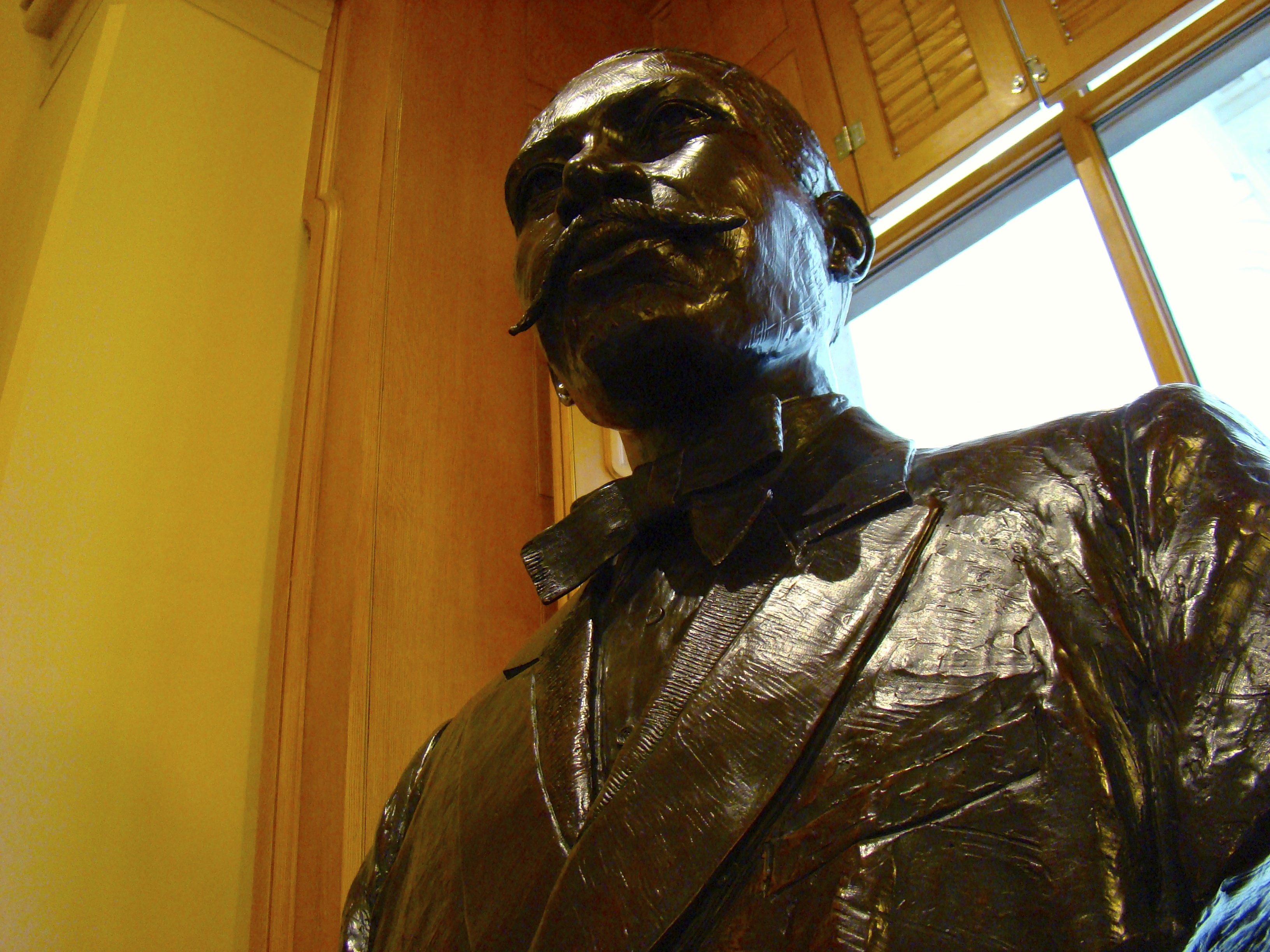
Памятник Джорджу Уильямсу в Огайо

В начале 1885 года президент США Честер Артур назначил Уильямса министром-резидентом и генеральным консулом в Республику Гаити и Доминиканскую Республику, однако Сенат не утвердил это назначение.
В 1887 году Уильямс получил степень почётного доктора права в колледже Симмонса в Кентукки. В 1888 году был делегатом Всемирной конференции иностранных миссий в Лондоне.
В 1889 году Уильямс посетил Бельгию, где получил аудиенцию у короля Леопольда II, под впечатлением от которой в 1890 году отправился в Свободное государство Конго (личное владение Леопольда), чтобы увидеть его развитие. Потрясённый широко распространёнными жестокими злоупотреблениями и рабством, навязываемым конголезцам, в 1890 году он написал открытое письмо королю Леопольду о страданиях коренных жителей региона от рук королевских агентов. Это письмо стало катализатором международного протеста против режима, правящего в Конго, от которого погибли миллионы людей. 
Возвращаясь из Африки через Каир, Джордж Вашингтон Уильямс заболел туберкулёзом и скончался 2 августа 1891 в Блэкпуле в английском графстве Ланкашир.
Среди наиболее известных исторических трудов Уильямса можно назвать следующие: «History of the negro race in America from 1619 till 1880» (1883), «History of the negro troops in the war of the rebellion» (1887) и «History of the reconstruction of the insurgents states» (1889).